# Heinrich Himmler
Heinrich Luitpold Himmlerⓘ (wym. [ˈhaɪnʁɪç ˈluːɪtˌpɔlt ˈhɪmlɐ]; ur. 7 października 1900 w Monachium, zm. 23 maja 1945 w Lüneburgu) – niemiecki polityk, działacz partyjny, wojskowy, bojówkarz i rolnik, jeden z przywódców i najpotężniejszych dygnitarzy III Rzeszy, Reichsführer-SS, Chef der Deutschen Polizei, Reichsleiter, Komisarz Rzeszy do spraw Umacniania Niemczyzny, szef Schutzstaffel (1929–1945) i Ordnungspolizei (1936–1945), przewodniczący Rady Ministrów III Rzeszy, minister spraw wewnętrznych (1943–1945), dowódca Grupy Armii „Wisła” i Armii Rezerwowej, zbrodniarz wojenny będący współautorem Holocaustu. Nazywany był prawą ręką Hitlera.
Członek batalionu rezerwowego podczas I wojny światowej. Studiował agronomię na uniwersytecie, w 1923 wstąpił do partii nazistowskiej, a w 1925 do SS. W 1929 został mianowany Reichsführerem-SS. W ciągu następnych 16 lat rozwinął SS z liczącego zaledwie dwieśie dziewięćdziesiąt osób batalionu, w milionową grupę paramilitarną oraz założył i kontrolował nazistowskie obozy koncentracyjne. Znany był z dobrych umiejętności organizacyjnych i dobierania wysoko kompetentnych podwładnych, takich jak Reinhard Heydrich. Od 1943 był zarówno szefem niemieckiej policji, jak i ministrem spraw wewnętrznych, nadzorując wszystkie wewnętrzne i zewnętrzne siły policyjne i bezpieczeństwa, w tym Gestapo.
Utworzył Einsatzgruppen i zbudował obozy zagłady. Jako nadzorca nazistowskich programów ludobójczych był odpowiedzialny za eksterminację Żydów w Europie. Działając jako jeden z głównych współpracowników Adolfa Hitlera stał się jednym z największych zbrodniarzy w historii. Jako zwierzchnik SS dysponował zasobami taniej siły roboczej (więźniów obozów koncentracyjnych i gett), wspierając nazistowskie plany podboju i podporządkowania szeregu państw europejskich.
Pod koniec II wojny światowej próbował się ukrywać, ale został zatrzymany, a następnie aresztowany przez siły brytyjskie. Przebywając w areszcie brytyjskim, 23 maja 1945 popełnił samobójstwo w wyniku zażycia trucizny, cyjanku potasu.

## Życiorys

### Wczesne lata

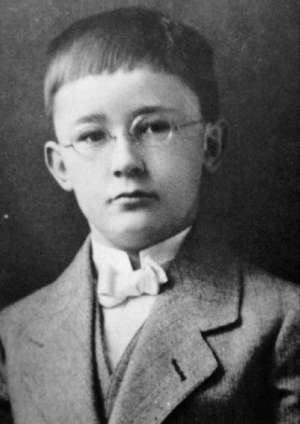
Heinrich Himmler, 1907

Urodził się i wychował w katolickiej rodzinie mieszczańskiej. Był drugim z trzech synów (starszym bratem Heinricha był Gebhard junior, młodszym – Ernsti, zwany „Mizzim”). Jego ojciec, Joseph Gebhard Himmler senior, był nauczycielem. Matką była Anna Maria Himmler, z domu Heyder. Himmler otrzymał wykształcenie podstawowe w szkole katedralnej w Monachium. Po ukończeniu dziesięciu lat rozpoczął naukę w Królewskim Gimnazjum Wilhelma, gdzie był najlepszy w klasie niemal ze wszystkich przedmiotów. Ojciec Himmlera otrzymał stanowisko zastępcy dyrektora gimnazjum w Landshut i w 1913 rodzina przeniosła się tam. Nie stwierdzano u Heinricha jakichkolwiek skłonności do stosowania przemocy. Nie wyróżniał się jakimkolwiek radykalizmem, ideami rewolucyjnymi, czy buntowniczymi hasłami.

#### I wojna światowa
Po wybuchu I wojny światowej, w 1915 przeszedł szkolenie wojskowe (w Landshut), nie wziął jednak udziału w walkach, co było dla niego bolesnym rozczarowaniem (zwłaszcza że starszy brat już od maja 1917 znajdował się w armii, a od kwietnia 1918 na pierwszej linii frontu). Uwielbiał militaryzm; marzył o włożeniu munduru, najchętniej marynarki wojennej. Wojsko jednak odrzucało jego podania o przyjęcie na kurs oficerów. W 1917 uzyskał zgodę ojca na porzucenie nauki i dzięki protekcji wstąpił do armii 1 stycznia 1918, do 11. Pułku Piechoty (bawarskiego). Ukończył podchorążówkę, szkolił się w Ratyzbonie, Freisingu i Bayreuth. Chciał wziąć udział w „świętych zmaganiach”, „sprawiedliwej walce” narodu niemieckiego. Jego wczesne pamiętniki ukazywały pobożnego chłopca, który regularnie uczęszczał do kościoła. Ponadto był ministrantem. W swoim pamiętniku zapisał: „Zawsze będę kochał Boga i dochowam wierności Kościołowi”.
W listopadzie 1918 skończyła się wojna i Himmler nie zdążył wyjechać na front. Przegrana przez Niemcy wojna zburzyła jego świat. Został zdemobilizowany przed Bożym Narodzeniem 1918 i zamieszkał w Berlinie, gdzie wegetował. Pracował jako chłopiec na posyłki u szczotkarza i zarabiał u producenta kleju. Ustalenie szczegółów życia Himmlera w tym okresie jest trudne, ponieważ w późniejszym czasie miał nieograniczone możliwości zniszczenia krępujących dokumentów. W okresie berlińskim miał problemy z wymiarem sprawiedliwości. Na początku 1919 mieszkał ze starszą od siebie prostytutką, z której zarobków żył. Na początku 1920 nagle zniknął, a tuż po tym zostały znalezione zwłoki tej prostytutki. Był poszukiwany i został aresztowany 4 lipca 1920 w Monachium. Stanął przed sądem pod zarzutem morderstwa, jednak nie udowodniono mu winy i został zwolniony. Znowu był przykładnym członkiem katolickiej rodziny. Z ojcem uznali, że zdobędzie zawód bezpieczniejszy w tych trudnych czasach, niż służba wojskowa. Poza żołnierką Himmlera najbardziej interesowało rolnictwo. Wyjechał na farmę w pobliżu Ingolstadt, gdzie miał uczyć się zawodu, ale po miesiącu zachorował na tyfus i zakończył tę pracę.

#### Okres powojenny
Wrzesień 1919 spędził na leczeniu szpitalnym w Ingolstadt. Zdecydowanie odrzucał możliwość przedmałżeńskich doświadczeń seksualnych, a kobiety nie okazywały nim zainteresowania.
W kwietniu 1919, w trakcie rewolucji listopadowej została na krótko utworzona w Bawarii socjalistyczna Bawarska Republika Rad. Ponieważ większość kierownictwa Bawarskiej Republiki Rad było pochodzenia żydowskiego, spowodowało to wywołanie w narodzie niemieckim skojarzenia, że bolszewizm i judaizm były zasadniczo tym samym. W niedalekiej przyszłości miało to skutkować w Niemczech upowszechnieniem silnych postaw antysemickich, które dodatkowo wzmacniała legenda o ciosie w plecy. W Bawarii, tradycyjnie konserwatywnej części Niemiec i największym kraju związkowym Niemiec po Prusach również mieszkali ludzie, którzy mieli już niedługo stanowić trzon kierownictwa ruchu narodowosocjalistycznego: Adolf Hitler, Ernst Röhm, Rudolf Heß i Hermann Göring.
Również ze względu na stan zdrowia zrezygnował z kariery wojskowej na rzecz studiów rolniczych, na Uniwersytecie Technicznym w Monachium, które rozpoczął 19 października 1919. W grudniu 1919 wstąpił do katolickiej Bawarskiej Partii Ludowej. W powojennym i rewolucyjnym chaosie, który zapanował w Niemczech Himmler odkrył doskonały czas dla siebie, w którym będzie mógł zdobyć bitewne doświadczenie. Zapisał się do freikorpsu Landshut i następnie do kompanii rezerwowej freikorpsu Oberland, w których gromadzili się rozczarowani frontowcy. Zwalczali Republikę Weimarską i Żydów. Himmler uważał, że na wschodzie czekają na odzyskanie pradawne germańskie tereny osadnicze. Studiował rolnictwo, gdyż chciał w przyszłości przykładnie żyć z żoną, Niemką, jako zarządca któregoś z majątków ziemskich. Freikorps Oberland został rozwiązany, a w 1922 Himmler uzyskał tytuł inżyniera biologa. Stał się zagorzałym antysemitą. Dzięki intensywnej nauce udało mu się skrócić studia o rok. Poświęcał się dobroczynności, jednak zaczął oddalać się od Kościoła. Po ukończeniu studiów 5 sierpnia 1922 r. szybko, jeszcze w sierpniu znalazł zatrudnienie jako konsultant w fabryce nawozów Stickstoff-Land w Schleissheim, gdzie pracował rok sprzedając nawozy. Następnie wrócił do Monachium.
Przez cały okres studiów utrzymywał kontakty ze środowiskami wojskowymi i paramilitarnymi oraz był członkiem takich grup, gdzie dosłużył się stopnia chorążego, w końcu 1921. W grupie Reichsflagge przeszedł dalsze szkolenie wojskowe.

#### Działalność nazistowska
W trakcie studiów zaangażował się w politykę po stronie nazistów. Wstąpił do Niemieckiej Partii Robotników (DAP), następnie do Narodowosocjalistycznej Niemieckiej Partii Robotników (NSDAP) w sierpniu 1923, jako członek nr 14 303. Główną postacią ruchu nazistowskiego był dla niego Ernst Röhm, którego spotkał pierwszy raz w 1922. Himmler wziął udział w nieudanym zamachu stanu, puczu monachijskim z 8 na 9 listopada 1923. Został wezwany do wykonania zadania dla partii, o którym wiedział, że będzie to przełomowe wydarzenie. Był chorążym u boku Röhma, niósł flagę grupy Reichskriegsflagge – dawny cesarski sztandar wojenny. Brał udział w opanowaniu bawarskiej komendy wojskowej, w gmachu byłego Ministerstwa Wojny. Został aresztowany po puczu (według innych źródeł został jedynie rozbrojony i puszczony wolno) i został z niczym. Zrezygnował z pracy, aby oddać się walce politycznej, a partia została zdelegalizowana. Dodatkowo został rozwiązany jego oddział wojskowy. Ponownie zamieszkał z rodzicami i bezskutecznie poszukiwał zatrudnienia.
Kłótnie i intrygi w środowiskach działaczy partyjnych oraz brak wiary we własne siły spowodowały w Himmlerze planowanie opuszczenia Niemiec. Uczył się języka rosyjskiego i rozważał osiedlenie się na wschodzie oraz prowadzenie tam gospodarstwa rolnego. Kiedy indziej planował emigrację do Turcji lub Peru, uczył się również języka hiszpańskiego. W 1924 roku kontaktował się z ambasadą sowiecką, pytając o możliwość osiedlenia się na radzieckiej Ukrainie jako zarządca ziemski.

Symbole SS, zapisane stworzonym na potrzeby hitlerowców alfabetem runicznym bazującym na nordyckich runach „furtharku”

W czerwcu 1924 Himmler otrzymał wreszcie szansę na zmianę losu, gdy złożył podanie o pracę asystenta partyjnego. Gregor Strasser zaangażował się w ogólnokrajową działalność polityczną i powierzył Himmlerowi kierowanie monachijskim oddziałem partii Blok Ludowy (Völkischer Block) – powiązanej ideologicznie z ruchem nazistowskim, uważając go za energicznego człowieka, bez reszty służącego partii. Himmler wstąpił do Niemieckiej Ludowej Partii Wolności (Deutschvölkische Freiheitspartei) Strassera, a w lipcu 1924 został zawodowym sekretarzem Strassera – bawarskiego deputowanego do Landtagu, z pensją 120 marek miesięcznie. Zaczął ciężko pracować nad budową partii. Na motocyklu jeździł po wsiach, wygłaszał przemówienia, odbywał rozmowy, rozklejał plakaty i rozdawał ulotki. Bił wszelkie rekordy narodowosocjalistycznej demagogii: pomstował na masonów, Żydów, kapitalistów, bolszewików i demokrację. Wielki wysiłek Himmlera nie był daremny, ruch Strassera wprowadził do Reichstagu trzydziestu dwóch posłów. Gdy 20 grudnia 1924 Hitler opuścił więzienie Landsberg, został zniesiony zakaz działalności NSDAP i w lutym 1925 Hitler zaczął odbudowywać partię. W sierpniu 1925 Himmler wstąpił do reaktywowanej przez Hitlera NSDAP. Następnie w 1925 r. Strasser powierzył Himmlerowi stanowisko zastępcy regionalnego lidera (gauleitera) w Dolnej Bawarii (Gau Niederbayern), bastionie nazizmu. W 1926 został zastępcą gauleitera Górnej Bawarii-Szwabii (Gau Oberbayern-Schwaben), następnie zastępcą szefa propagandy NSDAP. Szefem był Strasser, jednak w praktyce propagandą zajmował się Himmler. 2 sierpnia 1925 wstąpił do SS (członek nr 168) i formalnie do SA, we wrześniu 1927 Adolf Hitler mianował go zastępcą dowódcy SS (Reichsführera). Po opuszczeniu więzienia został dowódcą okręgu, ale jego zła sytuacja materialna sprawiała, że podejmował inne zajęcia (m.in. hodował kury). Rodzice uważali go za nieudacznika lub marzyciela, ponieważ cały czas żył na granicy ubóstwa, pomimo że zaczął organizować wiece wojskowe na terenie Niemiec. W 1928 r. wziął ślub i zamieszkał z żoną Margarete w Monachium, a w 1929 urodziła im się córka Gudrun (po II wojnie światowej wspierała byłych nazistowskich funkcjonariuszy).

### Policyjne imperium
6 stycznia 1929 Himmler został Reichsführerem-SS (bojówek Schutz-Staffeln), stanął na ich czele. Był dopiero trzecim w kolejności Reichsführerem-SS, jednak w powszechnej świadomości utrwalił się najbardziej. Cieszył się opinią znakomitego organizatora. Zmienił nieistotne dotychczas SS (liczące 280 członków) w budzącą przerażenie masową organizację, która czuwała nad bezpieczeństwem Hitlera. Uczynił z SS główną organizację bojową partii nazistowskiej, jednak wzbudzał wewnętrzne konflikty. Pod koniec 1929 SS liczyły 1000 członków, w 1930 około 2700 członków, w 1931 już około 10 000 członków. Himmler już w dzieciństwie był zafascynowany formacją pretorianów cesarzy rzymskich. Postanowił utworzyć taką sprawną gwardię, wierną i gotową w każdej chwili wykonać rozkazy Hitlera, bez zadawania zbędnych pytań.
14 września 1930 został wybrany pierwszy raz do Reichstagu (zasiadał w nim do 1945 roku). Himmler ścierał się z Röhmem, któremu podlegał; obaj chcieli być jedynymi obrońcami Hitlera. Pod koniec 1930 Himmler zdołał namówić Hitlera, aby uniezależnił SS od SA. Himmler usamodzielnił SS i od tej pory oficerowie SA nie mogli wydawać rozkazów SS-manom. W lutym 1931 Röhm mianował Himmlera szefem tajnej służby bezpieczeństwa SD, która miała zbierać informacje o przeciwnikach i członkach partii. Wraz z szybkim wzrostem liczby członków SS rozrastała się służba bezpieczeństwa. Pierwotnie zadaniem SD było oczyszczanie NSDAP z elementów wrogich nazizmowi i przeciwdziałanie ich dalszej penetracji wśród nazistów. Następnie SD zajęła się również inwigilacją organizacji społecznych i partii politycznych działających na terenie całego kraju. Himmler latem 1931 zaangażował w swoim biurze młodego i energicznego Reinharda Heydricha. Heydrich dążył do powiększania zakresu kompetencji SD, aby po przejęciu przez nazistów władzy stała się kierowniczym rdzeniem policji politycznej w przyszłym państwie totalitarnym. Himmler traktował SD jako elitarną część SS.

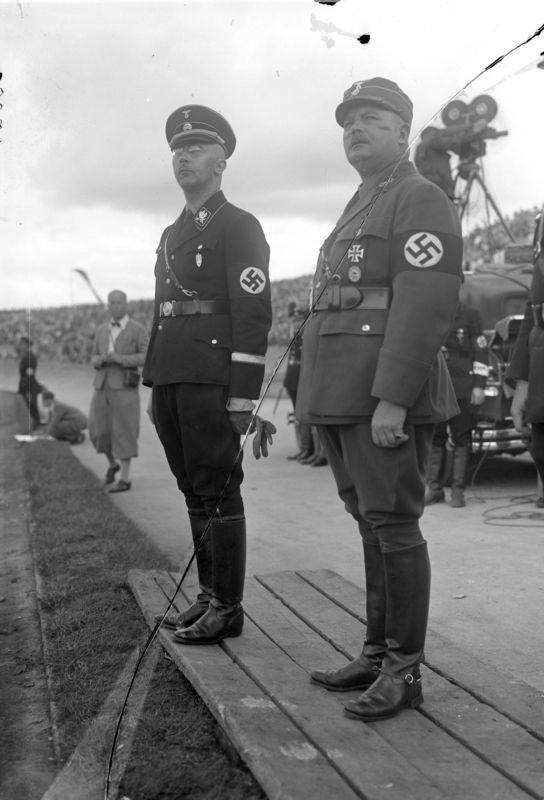
Himmler i Ernst Röhm, 1933

Był członkiem okultystycznego Towarzystwa Thule. 25 stycznia 1932 Hitler mianował Himmlera szefem ochrony centralnej siedziby partii w Monachium, tzw. Brunatnego Domu. Hitler uznał, że jego osobiste bezpieczeństwo zależy wyłącznie od SS.
Po przejęciu 30 stycznia 1933 władzy w Niemczech przez nazistów Himmler, któremu wiele zawdzięczał Hitler, nie otrzymał w państwie żadnego kluczowego stanowiska. Wcześniej w trudnym okresie z oddaniem czuwał nad osobistym bezpieczeństwem Hitlera. Teraz został drugorzędnym prezydentem policji w Bawarii i nie mógł pogodzić się z tym, że pozostał oddalony od władz centralnych. Skoncentrował swoją pracę na zwalczaniu przeciwników reżimu. Wiele osób uważało, że pracowity Himmler znalazł się wśród przegranych uczestników narodowosocjalistycznego przejęcia władzy. Himmler i Heydrich przekonali się, że władza sama nie wpadnie w ich ręce. 20 marca 1933 na mocy zarządzenia Heinricha Himmlera powstał w Bawarii „wzorcowy” obóz koncentracyjny w Dachau (na terenie opuszczonej fabryki), służący nowej władzy do przetrzymywania przez czas nieokreślony bez wyroku sądu osób uznanych za niewygodne (tzw. Schutzhaft). Ambitny Heydrich wymyślił termin do określania tego zjawiska: „Koncentracja wrogów wewnętrznych w obozie”. Gdy 9 marca 1933 Himmler został szefem policji w Monachium (początkowo tymczasowym) już od dawna rywalizował z Hermannem Göringiem o pozycję w nazistowskim państwie i o względy Hitlera. Obaj chcieli zarządzać pod własną komendą siłami policyjnymi w całych Niemczech. Himmler toczył walkę z Göringiem o całkowitą kontrolę nad niemiecką policją, również w Prusach – królestwie Göringa. Himmler uważał, że niemiecka policja podlegając władzom poszczególnych prowincji nie może odpowiednio spełniać swoich zadań. Wystąpił z projektem utworzenia scentralizowanego, jednolitego aparatu policyjnego w całym państwie. Hitler poparł ideę ustanowienia zjednoczonych sił policyjnych, niezależnych od administracji państwowej.

#### Konsolidacja władzy
1 kwietnia 1933 Himmler objął funkcję specjalnego doradcy bawarskiego Ministerstwa Spraw Wewnętrznych oraz szefa bawarskiej tajnej policji. Jednym z jego nowych obowiązków był nadzór nad obozami koncentracyjnymi. Himmler starał się ukrywać przed opinią publiczną prawdziwy charakter obozów. Twierdził, że wykonywano tam „ciężką, tworzącą nowe wartości pracę”, co oznacza „surowe, lecz sprawiedliwe traktowanie”: „Praca i dyscyplina to nieodzowne środki, dzięki którym marnotrawne dzieci narodu, córki i synowie, mogą wrócić na łono narodowosocjalistycznej wspólnoty”. W wyniku różnych zabiegów, krok po kroku wcielał regionalne jednostki policji do swojego imperium. W okresie pomiędzy listopadem 1933 a styczniem 1934 minister spraw wewnętrznych Wilhelm Frick pomógł Himmlerowi kolejno przejąć kontrolę nad policjami wszystkich krajów związkowych, oprócz Prus. Następnie Himmler obsadził zaufanymi ludźmi kierownicze stanowiska policji wszystkich landów. Göring zgodził się podporządkować Himmlerowi pruską policję i Tajną Policję Państwową (Gestapo), w zamian za poparcie swojej kandydatury na głównodowodzącego armią, na co nie zgadzał się Röhm. Obaj zdawali sobie sprawę, że największym zagrożeniem dla nich był Röhm ze swoją armią (SA). W kwietniu 1934 wspólnie namówili Hitlera do postawienia Himmlera na czele sił bezpieczeństwa. Dzięki połączeniu SS i Gestapo, Himmler uzyskał ogromną władzę oraz narzędzie do walki z SA i już w tym samym roku przejął po Göringu kierowanie Gestapo. 20 kwietnia 1934 (w rocznicę urodzin Hitlera) otrzymał od Göringa nominację na zastępcę szefa Gestapo oraz inspektora Gestapo i de facto cały aparat policji politycznej na terenie Rzeszy przeszedł pod kontrolę Himmlera. Göring, jako premier rządu Prus, zatrzymał tytuł szefa Gestapo, jednak nie miało to skutków praktycznych i utrzymanie tytułu przez Göringa miało charakter czysto formalny. Stanowisko inspektora Gestapo oznaczało odpowiedzialność za prawidłowe szkolenie, administrację i działalność.
Osoby zajmujące wysokie stanowiska w niemieckim przemyśle i biznesie bardzo chętnie udzielały Himmlerowi wsparcia finansowego dla jego coraz bardziej rozbudowujących się formacji. Zorganizowali się w Koło Przyjaciół Heinricha Himmlera (Freudenkreis Heinrich Himmler). Gdy Himmler stał na czele bawarskiej policji, miał biuro w Monachium. To nie spełniało jego ambicji, ponieważ podział stanowisk odbywał się w Berlinie. Zwrócił się do Hitlera o przeniesienie głównej kwatery SS do Berlina, ale otrzymał odmowę.

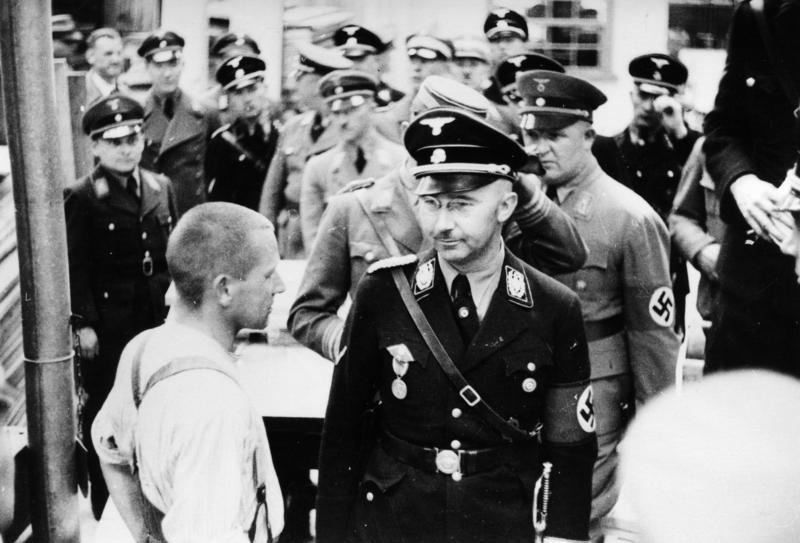
Himmler wizytuje obóz koncentracyjny w Dachau, 1936

Przywódcy nazistowscy żywili wobec siebie brak zaufania, a w otoczeniu Hitlera tworzyły się przymierza. Göring najbardziej obawiał się niezwykle wpływowego nazisty Ernsta Röhma, a Himmler nienawidził Röhma i dysponował oddziałami SS. Obaj w końcu rozpoznali wspólny interes i stworzyli przymierze przeciw Röhmowi. Na początku 1934 Himmler, Heydrich oraz Göring postanowili pozbyć się Röhma i przekonali do tego Hitlera, wahającego się wobec wystąpienia przeciw staremu towarzyszowi partyjnemu. Himmler zlecił swemu zastępcy, bezwzględnemu Reinhardowi Heydrichowi, sporządzenie planu wyeliminowania Röhma. Himmler uczestniczył w krwawej likwidacji kierownictwa SA z 29 na 30 czerwca 1934 (noc długich noży). Rewolucyjne bojówki SA nie akceptowały współpracy Hitlera ze środowiskami konserwatywnymi i mogły nawet zagrozić reżimowi Hitlera. Gdyby Hitler przeciwstawiał się im, usunęliby go bez względu na konsekwencje. Mogło przeciwstawić się im jedynie SS Himmlera. Po śmierci Röhma Himmler nie miał już rywali i nikt nie mógł przeciwstawić się jego SS-manom. Aresztowany i zamordowany został wówczas również dawny protektor Himmlera, Gregor Strasser. Ze względu na zasługi, dekretem Hitlera z 20 lipca 1934, SS zostały podniesione do rangi samodzielnej organizacji w ramach NSDAP. 20 listopada 1934 Göring przekazał Himmlerowi wszelkie kompetencje dotyczące dowodzenia policją. Göring uznał, że należy się to Himmlerowi po usunięciu Röhma. Po zneutralizowaniu SA Himmler zaczął tworzyć siły zbrojne SS. Przyznanie SS nowoczesnego uzbrojenia odrzucało Dowództwo Wojsk Lądowych, niechętne SS, jednak dzięki intrydze udało się usunąć z dowództwa Wehrmachtu ludzi blokujących jego plan przekształcenia SS w nową armię niemiecką. Himmler zaczął zbliżać się do utworzenia swojego imperium, które chciał zbudować na wschodzie Europy. W 1936 r. objął stanowisko zwierzchnika całej policji III Rzeszy, na podstawie dekretu Hitlera z 17 czerwca 1936 o połączeniu funkcji Reichsführera-SS i szefa niemieckiej policji w Ministerstwie Spraw Wewnętrznych. Uzyskał tytuł Reichsführer SS und Chef der Deutschen Polizei im Reichsministerium des Innern. Hitler mógł dzięki temu przekazywać swe dyrektywy i polecenia bezpośrednio Himmlerowi, nieskrępowanemu przez jakąkolwiek inną władzę w państwie. Gdy został szefem niemieckiej policji, natychmiast powiększył w kraju sieć obozów koncentracyjnych. 26 czerwca 1936 przeforsował dekret dokonujący gruntownej reorganizacji policji niemieckiej. 1 października 1936 prawo Gestapo zaczęło obowiązywać na terenie całej Rzeszy. Policja polityczna, będąca dotychczas w gestii władz lokalnych, została formacją centralną. Dzięki nominacji Himmler mógł uczestniczyć w posiedzeniach rządu, ponieważ przysługiwały mu uprawnienia ministra.
Był pomysłodawcą Lebensbornów (od 1935), czyli miejsc, w których dobierano pary rodzicielskie w celu zapewnienia czystego rasowo potomstwa. W 1935 roku założył stowarzyszenie Ahnenerbe (Dziedzictwo przodków), które miało badać „zasięg terytorialny, ducha, czyny i spuściznę Indogermanów rasy północnej” oraz stanowić „żywą kuźnię broni” przeciw siłom zagrażającym pierwiastkowi germańskiemu. W 1936 r. założył Towarzystwo Popierania Niemieckich Pomników Kultury i Opieki nad Nimi, które miało dbać o historyczne budynki.

#### Ostatnie miesiące przed II wojną światową

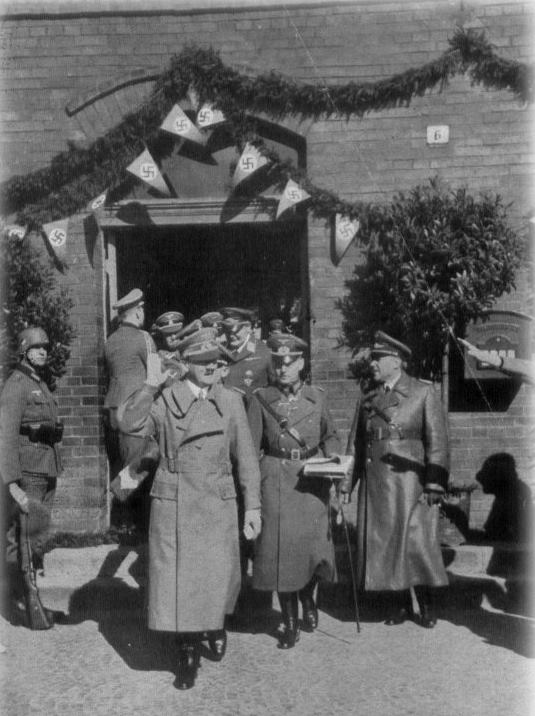
Heinrich Himmler m.in. z Adolfem Hitlerem i Hermannem Göringiem w Prudniku podczas wizytacji Kraju Sudetów w 1938

W 1938 roku Himmler zapowiedział, że będzie „ściągać germańską krew ze wszystkich zakątków świata, rabować ją i kraść, gdzie tylko to będzie możliwe”. Operacja, w ramach której został zrealizowany w marcu 1938 anschluss Austrii (przyłączenie do Niemiec) była niemal w całości dziełem Himmlera, Heydricha i ich podwładnych. 12 marca 1938 o godzinie 4:00 rano Himmler był pierwszym reprezentantem rządu nazistowskiego, który znalazł się w Wiedniu. Po zajęciu Austrii agenci Gestapo i SD zatrzymali w Wiedniu 60 000 przeciwników reżimu Hitlera. SD podjęła również infiltrację grup opozycyjnych za granicą i rozszerzyło zasięg na całą Europę. SS przejmowało coraz więcej funkcji policyjnych i zaczęło gromadzić dane wywiadowcze.
W dniu 18 lutego 1939 Himmler złożył wizytę w Polsce, spotykając się z przedstawicielami najwyższych władz, po czym od 19 do 21 lutego uczestniczył w reprezentacyjnym polowaniu w Puszczy Białowieskiej.
Himmler otrzymywał awanse w nazistowskiej hierarchii, ponieważ wraz ze swoją organizacją był gotów do wykonania każdego rozkazu, nawet najbardziej odrażającego. Gdy Hitler w 1939 roku zdecydował o eutanazji nieuleczalnie chorych i chorych umysłowo (Akcja T4), Himmler zapewnił personel do dokonania zabójstw i pozbycia się zwłok. W wyniku determinacji Himmlera w dążeniu do spełniania woli Hitlera otrzymał przydomek „wiernego Heinricha”. Kiedyś pochwalił się: „Gdyby Hitler rozkazał mi zastrzelić moją matkę, uczyniłbym to i byłbym dumny z jego zaufania”. Nie potrafił jednak przełamać skrępowania, które czuł zawsze podczas osobistych kontaktów z „największym umysłem wszech czasów”, jak określał Hitlera.
Przed zaatakowaniem Polski we wrześniu 1939 (Fall Weiss) Hitler potrzebował człowieka, który stworzyłby incydent umożliwiający oskarżenie Polaków o wywoływanie prowokacji. Tą sprawą również zajął się Himmler. Opracował plan operacji Himmler, której realizację zlecił swej niezawodnej prawej ręce, Heydrichowi. Najbardziej znanym incydentem tej operacji przed wybuchem wojny była zainscenizowana prowokacja gliwicka, mająca posłużyć jako jedna z przyczyn wkroczenia wojsk niemieckich do Polski. Ponadto Himmlerowi zostało powierzone zorganizowanie Grup Operacyjnych (Einsatzgruppen), do ich planowania przystąpiono w lipcu, odpowiednie dyrektywy zostały sformułowane w sierpniu 1939 (operacja Tannenberg).

### II wojna światowa

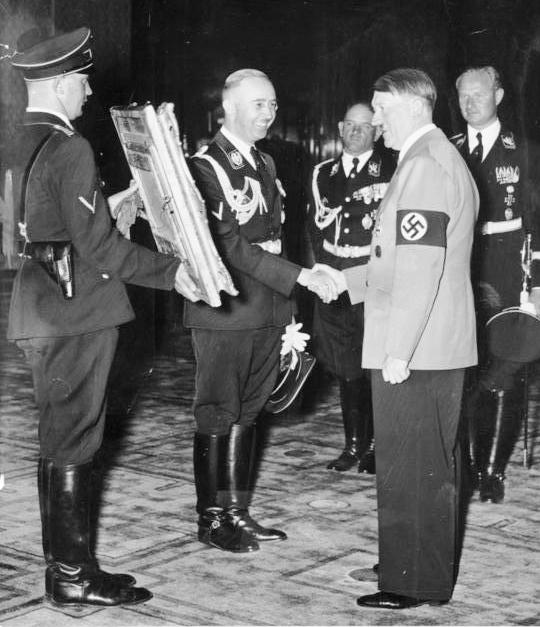
Himmler i Adolf Hitler, 1939

1 października 1939 nastąpiło ostateczne scalenie SS i policji, co skutkowało utworzeniem Głównego Urzędu Bezpieczeństwa Rzeszy (RSHA), na czele którego stanął Himmler. Stworzył aparat terroru, który niemal całkowicie stłumił opozycję antyhitlerowską w Niemczech, a następnie brutalnie zwalczał opór wobec niemieckiej okupacji w podbitych krajach Europy. Głównym zadaniem Himmlera było eliminowanie wszelkiego oporu wobec Hitlera.
Himmler wymyślał rzekome zamachy na Hitlera, aby umacniać swą pozycję jako człowieka chroniącego Hitlera. Te informacje pogłębiały paranoję Hitlera. Hitler, jako kanclerz Rzeszy miał prawo do ochrony policyjnej, jednak ufał tylko elitarnym oddziałom SS. Himmler dbał o wizerunek najwierniejszego żołnierza Hitlera, co manifestował na każdym kroku i przy każdej okazji. Była to jednak tylko poza, odtwarzana dla otoczenia. Tak naprawdę czekał na okazję, by zająć miejsce führera, nawet jeśli warunkiem zawarcia pokoju z Zachodem byłoby usunięcie Hitlera. Zawsze wpadał w panikę, gdy był wzywany do Hitlera. Spotkań oczekiwał w stanie straszliwego lęku, a każde spotkanie z Hitlerem, gdy byli tylko we dwóch stanowiło dla niego całkowicie wyczerpującą próbę nerwów. Gdy zjawiał się u Hitlera, był jego pokornym podwładnym i jednocześnie uznawał Hitlera za mesjasza, zbawiciela narodu. Odmienne poglądy Himmlera Hitler po prostu lekceważąco ignorował. Co więcej, używając obraźliwych słów wielokrotnie karcił Himmlera. Nie jest znana żadna choćby średniej wagi sprawa, którą udałoby się przeforsować Himmlerowi.
Prawdopodobnie Himmler zorganizował nieudany zamach bombowy na życie Hitlera, wykonany 8 listopada 1939 przez Georga Elsera w Piwnicy Mieszczańskiej (Bürgerbräukeller), w Monachium. Od października 1939 wysłannicy Himmlera prowadzili potajemne rozmowy z dwoma agentami brytyjskiego wywiadu, zmierzające do zawarcia pokoju z Zachodem. Na 9 listopada 1939 (następnego dnia po zamachu) było zaplanowane kolejne spotkanie ludzi Himmlera i dwóch brytyjskich agentów w holenderskim, przygranicznym mieście Venlo. Agenci ci mogli znać kulisy zamachu; 9 listopada zostali uprowadzeni przez Niemców ze spotkania w Venlo (tzw. incydent w Venlo). Prawdopodobnie Himmler próbował po raz pierwszy przejąć władzę w Niemczech. Akcja w Venlo przerwała rokowania między Himmlerem a rządem brytyjskim; Himmler powrócił do nich osobiście pod koniec wojny. Himmler asekurował się na wypadek przegranej Hitlera. Alianci mieli wiedzieć, że za kulisami optował za pokojem, dlatego niektórych złapanych agentów, skazanych nie pozbawiał życia. Mieli świadczyć o jego wielkoduszności. Himmler i jego ludzie od początku wojny starali się znaleźć na Zachodzie kogoś, z kim mogliby podjąć negocjacje. Po włączeniu do wojny ZSRR Józef Stalin poważnie obawiał się, że Himmler doprowadzi do zawarcia osobnego pokoju Niemiec z Zachodem.
Himmler chciał przejąć od Göringa Forschungsamt (urząd zajmujący się cenzurowaniem korespondencji w Niemczech) lub przynajmniej uzyskać wgląd w jego odkrycia. Podczas II wojny światowej realizował działania zmierzające do eksterminacji ludności żydowskiej, cygańskiej oraz słowiańskiej na podbitych terenach. Był twórcą obozów koncentracyjnych i obozów zagłady oraz eksploatacji niewolniczej obywateli państw okupowanych. Łącznie utworzył w Europie sieć ponad dwudziestu głównych obozów koncentracyjnych i obozów zagłady oraz ponad 1200 ich filii. Na początku wojny w sześciu dużych obozach koncentracyjnych Rzeszy więziono około 21 000 osób, a w 1940 roku w obozach było już 800 000 uwięzionych. Dysponował pociągiem specjalnym (Sonderzug) „Heinrich”, którym się przemieszczał oraz kwaterą „Hochwald” na Mazurach.

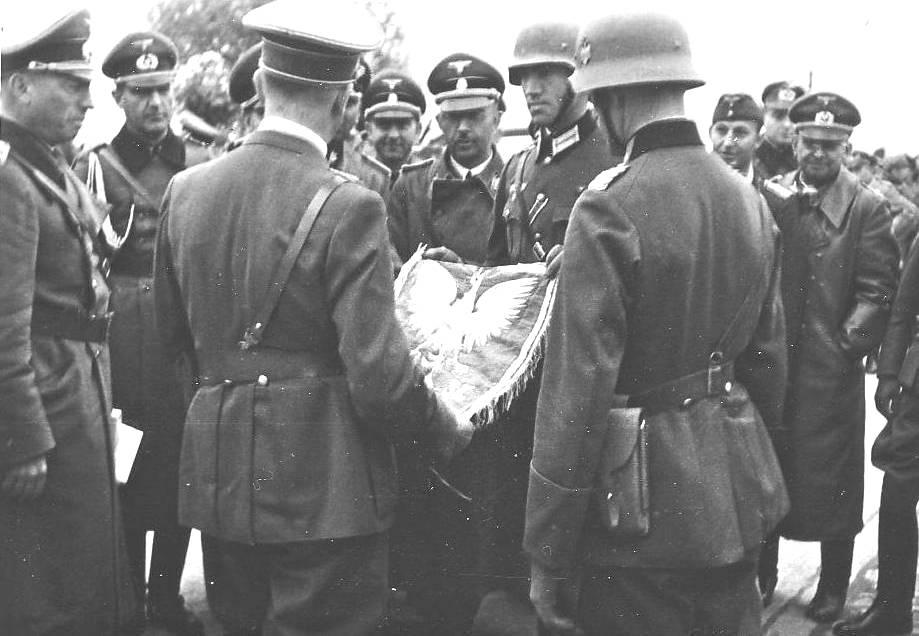
Himmler (w środku) i Hitler (odwrócony) ze zdobytym płomieniem trąbki sygnałowej polskiego pułku strzelców konnych, wrzesień 1939

Himmler uznał, że żołnierze niemieccy dokonujący w trakcie wojny potwornych egzekucji mogą w przyszłości zagrozić niemieckiemu społeczeństwu. Po powrocie z wojny mogą stać się groźni dla innych obywateli. Dlatego zlecił inżynierowi Beckerowi stworzenie metody mechanicznego zabijania ofiar. Becker szybko opracował projekt specjalnej ciężarówki z zabudowaną skrzynią ładunkową, do której była podłączona rura wydechowa, a skierowane do wnętrza spaliny zabijały szybko i spokojnie. 7 października 1939 Himmler został mianowany komisarzem Rzeszy do spraw umacniania niemieckich wartości narodowych. Pierwszym ze zrealizowanych przez niego zadań było rozpoczęcie przymusowej deportacji Polaków i Żydów z polskich terenów, które zostały wcielone do Rzeszy (→ wysiedlenia Polaków podczas II wojny światowej dokonane przez Niemców). 27 kwietnia 1940 Himmler wydał rozkaz utworzenia obozu koncentracyjnego Auschwitz w Oświęcimiu. W czerwcu 1941 wydał komendantowi tego obozu, Rudolfowi Hössowi polecenie zbudowania obiektów do gazowania więźniów.

#### Holokaust, polityka rasowa i eugenika
Himmler utworzył dekretem z 12 grudnia 1940 „rejestr rasowy”. Prawdopodobnie w połowie 1941 rozpoczął prace nad germanizacyjnym Generalnym Planem Wschodnim (Generalplan Ost), przewidującym wysiedlenie ludności z terenu zdobytych ziem Polski i ZSRR na Syberię, a także zamordowanie części z nich. W ich miejsce mieli osiedlić się osadnicy z Niemiec, którym służyliby pozostawieni tubylcy: „Czy inne ludy żyją w dobrobycie, czy też zdychają z głodu – to interesuje mnie wyłącznie o tyle, o ile potrzebujemy ich jako niewolników dla dobra naszej kultury” [...] „U Rosjan znaczenie ma tylko ich masa i ta masa musi po prostu zostać rozdeptana, wyrżnięta, zaszlachtowana”. W styczniu 1942 wydał Głównemu Urzędowi Gospodarki i Administracji Rzeszy polecenie wsparcia koncernów zbrojeniowych pracą więźniów. W tym samym roku zezwolił na prowadzenie w obozach koncentracyjnych szeregu doświadczeń medycznych na ludziach. Specyficzna moralność Himmlera zezwalała na dokonywanie morderstw, a nie dopuszczała kradzieży majątku skonfiskowanego Żydom: „Nie mamy jednak prawa bogacić się na nich, przywłaszczając sobie choćby jedno futro, jeden zegarek, jedną markę, jednego papierosa lub cokolwiek innego”. Zapowiedział zastosowanie w razie potrzeby drakońskich kar.
Göring mawiał: „Mózg Himmlera nazywa się Heydrich”. Himmler często ustępował Heydrichowi ze słowami w rodzaju: „Ach, pan z tą cholerną logiką! Zbija pan nią każdą moją propozycję!”. Heydrich „wychodził naprzeciw planom führera” i rywalizował gorliwie o jego względy, aby w przyszłości objąć funkcję Reichsführera-SS. Po śmierci Heydricha w czerwcu 1942 najbliższym współpracownikiem i zaufanym człowiekiem Himmlera stał się Walter Schellenberg. Latem 1942 Himmler – pomimo iż nie był zdecydowany na sprzeniewierzenie się Hitlerowi – zaopatrzył się w dwudziestosześciostronicowy raport medyczny, według którego führer cierpiał z powodu następstw przebytego syfilisu i groził mu paraliż postępowy. W razie konieczności mógłby tym raportem wyeliminować Hitlera, jednak obalenie Hitlera nie miałoby skutku praktycznego. Himmlerowi brakowało drugiego (oprócz terroru) filaru reżimu – poparcia mas. Adiutantem Himmlera był Karl Wolff, który wyraził się o swoim szefie: „Potrafił być czułym ojcem, bezbłędnym przełożonym i dobrym kolegą. Jednocześnie był ślepym fanatykiem, postrzelonym marzycielem i bezwolnym narzędziem w rękach Hitlera”.
11 czerwca 1943 Himmler wydał rozkaz zlikwidowania wszystkich gett żydowskich na obszarze Polski, a 21 czerwca także na okupowanych obszarach ZSRR. W swoich „myślach o traktowaniu obcoplemiennych na wschodzie” pisał: „W ciągu niewielu lat – wyobrażam sobie, w ciągu 4 do 5 lat – np. pojęcie Kaszubów musi się stać nieznane, ponieważ wówczas kaszubskiego ludu już nie będzie (odnosi się to szczególnie do Prus Zachodnich)”. 4 i 6 października 1943 w Poznaniu, na konferencji dowództwa SS, Himmler wygłosił przemówienia, tzw. Posener Reden, których motywem przewodnim była eksterminacja Żydów.
Powstała jedna z najbardziej barbarzyńskich dokumentacji III Rzeszy. Nigdy nie został odkryty dokument zlecający masowe zabójstwa, podpisany przez Himmlera. Kierował mordami tak, by nie pozostawić po sobie pisemnego śladu. Himmler osobiście nie popełnił żadnego morderstwa.

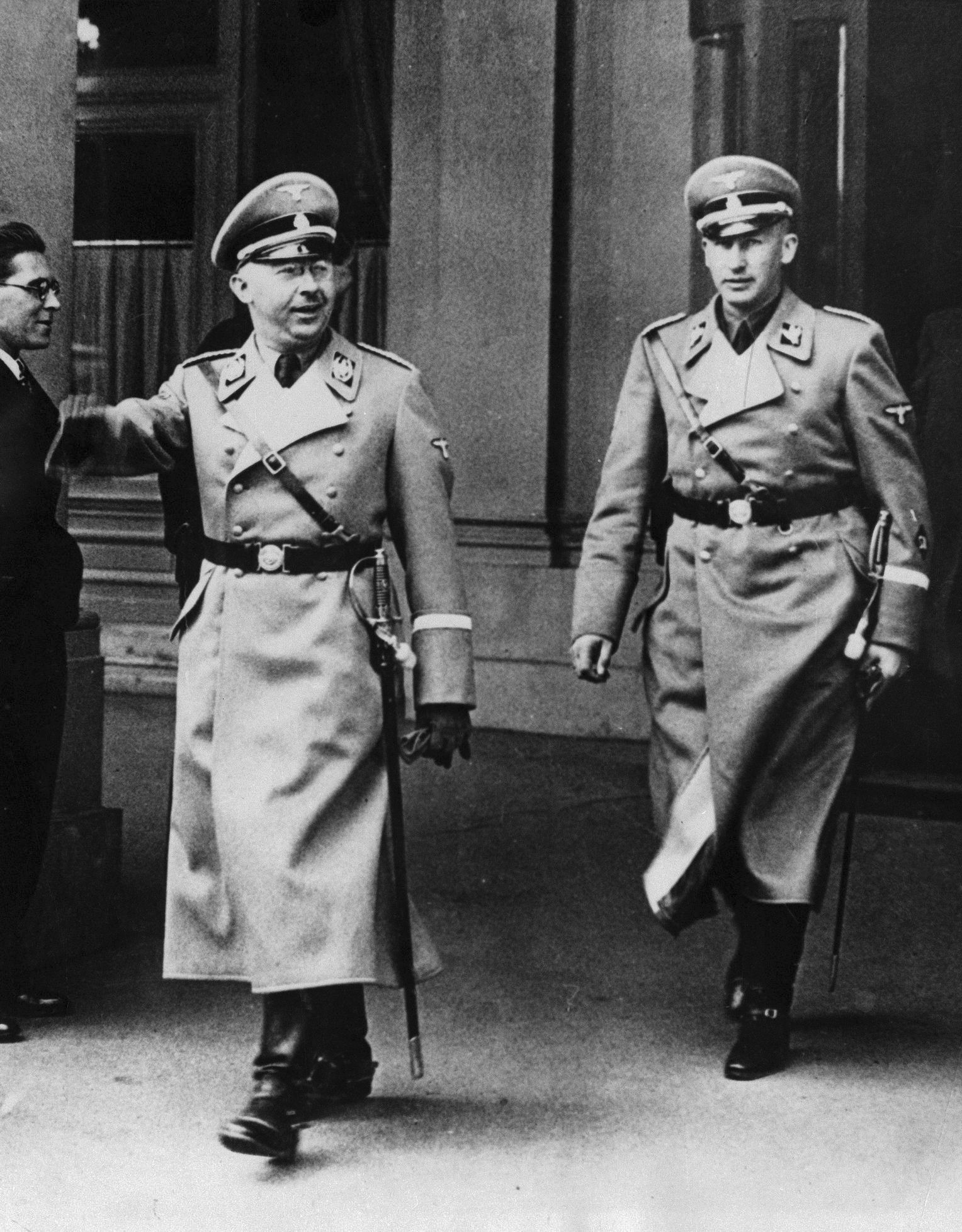
Himmler i Reinhard Heydrich

24 sierpnia 1943 Himmler otrzymał nominację na ministra spraw wewnętrznych. W 1943 ostatecznie zrealizował swój cel – podporządkowanie SS całego aparatu policji. Jednocześnie pełnił również funkcję ministra zdrowia, ponieważ ten resort podlegał Ministerstwu Spraw Wewnętrznych. 8 października 1943 Himmler nakazał utworzenie przy wszystkich placówkach Gestapo wyższego szczebla Wielkich Komisji Specjalnych do walki z sabotażem. Himmler często podróżował po Rzeszy i wpajał podwładnym te same wartości, które wykształcił w sobie: „Mamy przed sobą tylko jedno zadanie: trwać i bezlitośnie prowadzić naszą walkę o czystość rasy. Na świecie mogą nas nazywać, jak chcą, najważniejsze jest to, abyśmy byli zawsze oddziałem wiernym narodowi germańskiemu i führerowi, posłusznym, silnym i niezwyciężonym, drużyną ochronną Rzeszy germańskiej”. Najpóźniej w 1943 roku zyskał wśród większości obserwatorów krajowych oraz zagranicznych opinię drugiego po Hitlerze człowieka Rzeszy. W odpowiedzi na niemieckie niepowodzenia na frontach nazistowski reżim wzmagał surowość, za co odpowiadał Reichsführer-SS. Od 1943 roku stosował praktykę odpowiedzialności zbiorowej całej rodziny wobec dezerterów. Jako „multifunkcjonariusz” (por. Incompatibilitas) pobierał w szczytowym okresie swej kariery wynagrodzenie w wysokości 24 000 marek rocznie.
Himmler już w sierpniu 1943 zaczął szukać kontaktów z opozycją. Jeśli chciał usunąć Hitlera i zająć jego miejsce na stanowisku szefa niemieckiego rządu, potrzebował polityków, którzy byli przeciwnikami nazizmu. Ludzi prawych, którzy gwarantowaliby po zamachu stanu przestrzeganie porozumień ustalonych w rozejmie z Zachodem i budowę nowej demokracji w Niemczech. Wówczas Wehrmacht mógłby przenieść siły na wschód i zadać ostateczny cios wojskom Stalina. Do lipca 1944 Himmler zawsze brał udział w naradach u Hitlera w Obersalzbergu i Wilczym Szańcu. Nagle przestał w nich uczestniczyć, znajdując uzasadnione powody, ponieważ już wiedział o zaplanowanym zamachu. Nie podjął działań przeciwko przywódcom spisku, choć dobrze wiedział kim są. Nadchodzące wydarzenia miały zrealizować plan Himmlera usunięcia Hitlera przez „trzecią stronę”. Himmler po jego śmierci mógł zająć jego miejsce, opanować chaos, zapobiec klęsce i zakończyć wojnę na Zachodzie, jednak nie mógł być zabójcą Hitlera.

#### Zamach na Hitlera
Po nieskutecznym zamachu 20 lipca na życie Hitlera Himmler stał się drugim pod względem ważności człowiekiem w III Rzeszy. Również Himmler przegrał to starcie o władzę i pozostało mu jedynie pozacieranie śladów, które wskazywałyby, że nie przeciwdziałał zamachowi. Ludzie Himmlera, którzy już wcześniej znali zamachowców, błyskawicznie i precyzyjnie ich osaczyli. SS wzięło krwawy odwet na spiskowcach. Himmler spróbował zawrzeć pokój na Zachodzie i w sierpniu 1944 wysłał ściśle tajny telefonogram bezpośrednio do brytyjskiego premiera Winstona Churchilla, jednak pozostał on bez odzewu. Został odczytany i zniszczony, treść jest nieznana.
Himmler poświęcił bardzo dużo uwagi, żeby ukryć Holocaust, zlecając demontaż i równając z ziemią główne ośrodki zabijania. Dopiero odkrycie obozu w Majdanku w lipcu 1944 dostarczyło konkretnych dowodów, że dochodzące z Polski koszmarne doniesienia były prawdą. W maju 1944 rozważał możliwość budowy w górach twierdzy SS (→Twierdza Alpejska). SS z Himmlerem brały udział w budowie broni odwetowej. Latem 1944 Himmler wydał rozkaz utworzenia Werwolfu, niemieckich sił partyzancko-dywersyjnych. 21 lipca 1944 Himmler, pozbawiony wojskowych kwalifikacji i niekompetentny, został dowódcą Armii Rezerwowej. Zastąpił na tym stanowisku Friedricha Fromma, po zamachu 20 lipca. Jako głównodowodzący Armii Rezerwowej w teorii dowodził wszystkimi jednostkami wojskowymi na obszarze Niemiec. W rzeczywistości część jednostek znajdowała się poza jego zasięgiem. Po powstaniu warszawskim (sierpień-październik 1944) wydał rozkaz zburzenia Warszawy. W październiku 1944 Hitler formalnie zainaugurował Volkssturm – formację o charakterze pospolitego ruszenia, którego organizację, szkolenie i wyposażenie powierzył formalnie Himmlerowi. 26 listopada 1944 został mianowany na stanowisko naczelnego dowódcy wojskowego Grupy Armii Górnego Renu. Na stanowisko rekomendował go Martin Bormann, argumentując, że jako szef Armii Rezerwowej najlepiej będzie potrafił skompletować stany osobowe tej formacji. Wojska pod komendą Himmlera głównie toczyły rozpaczliwe walki o przetrwanie i 24 stycznia 1945 Grupa Armii Górnego Renu została rozwiązana. W okresie od 24 stycznia do 20 marca 1945 był głównodowodzącym Grupą Armii Wisła; nominację otrzymał osobiście od Hitlera. Został postawiony na czele grupy armii mimo braku doświadczenia wojskowego, ponieważ führer uważał, że tylko prawdziwy nazista mógł rozpalić w żołnierzach fanatyzm do pokonania wroga.

#### Negocjacje pokojowe
Na początku 1945 Himmler skontaktował się z zachodnimi aliantami, w celu rozpoczęcia negocjacji pokojowych. W lutym, a następnie w kwietniu 1945 spotykał się z Folke Bernadotte, szwedzkim hrabią, który chciał ratować więźniów obozów koncentracyjnych. Te na ogół potajemne negocjacje uświadomiły Himmlerowi, że będzie mógł odegrać kluczową rolę jako zbawca Niemiec, a przy okazji uratować swoją skórę. Jednocześnie wahał się z podjęciem zdecydowanych decyzji, obawiając się kary w razie ujawnienia Hitlerowi jego podwójnej gry. Bał się również drugiej strony i domagał się zapewnienia, że alianci podejmą z nim negocjacje. Chciał przekazać propozycję wstrzymania działań wojennych na okres potrzebny do pozbawienia Hitlera władzy.
Po załamaniu się frontu wschodniego uciekł przed odpowiedzialnością; oficjalnie Himmler był chory i udał się do szpitala, by leczyć katar. Nie był w stanie zapanować nad sytuacją na polu walki i schronił się w szpitalu SS kierowanym przez przyjaciela. Ostatnia kwatera Himmlera mieściła się w Hohenlychen, w sanatorium dr. Gebhardta, gdzie został odwołany ze stanowiska dowódcy grupy armii. Generał Heinz Guderian wielokrotnie, bezskutecznie domagał się odebrania dowództwa Himmlerowi, w końcu pojechał do sanatorium i bez sprzeciwu ze strony Himmlera odebrał mu stanowisko. Himmler całe dni spędzał w stanie głębokiej depresji, w towarzystwie swojej kochanki Jadwigi Potthast i dwójki ich dzieci.
Nie miał już argumentów jak dwa lata temu, gdy jego wojska liczyły prawie milion świetnych żołnierzy, którzy terroryzowali połowę Europy, a w zarządzanych przez niego obozach, gettach i więzieniach przetrzymywano prawie 3 miliony ludzi, będących jego zakładnikami. Dodatkowo policja i tajne służby pod jego kierownictwem kontrolowały sytuację w Niemczech. 27 kwietnia 1945 alianci definitywnie odrzucili możliwość przystąpienia z Himmlerem do separatystycznych negocjacji pokojowych.
Pod koniec wojny, w wyniku sukcesów militarnych aliantów, zmieniła się jego polityka wobec Żydów. Zaczął dawać sygnały, że gotów był zgodzić się na wstrzymanie eksterminacji i rozpocząć negocjacje. Jednocześnie groźbą przyspieszenia mordowania chciał zmusić aliantów do szybszego podjęcia decyzji. Oczekiwał, że odezwą się Amerykanie, bo bardzo silne lobby Żydów amerykańskich zacznie wywierać naciski na prezydenta Franklina Delano Roosevelta. Nad ranem 21 kwietnia 1945, w posiadłości swojego masażysty Feliksa Kerstena w pobliżu KL Ravensbruck, spotkał się z wysłannikiem Światowego Kongresu Żydów, Norbertem Masurem. Chciał pertraktować; proponował wstrzymanie mordu w obozach, w zamian za pokój na Zachodzie. Proponował, aby wreszcie zakopać topór wojenny między Żydami a nazistami. Zgodził się, aby białe autobusy ze Szwecji zaczęły wywozić więźniów z Niemiec.
Po raz ostatni spotkał się z Hitlerem 20 kwietnia 1945 w Kancelarii Rzeszy, z okazji pięćdziesiątych szóstych urodzin führera. Jeszcze tego samego dnia Himmler opuścił Berlin, do którego zbliżyły się już wojska radzieckie i wyjechał do Szlezwika-Holsztynu na północy Niemiec. Adolf Hitler w podpisanym 29 kwietnia 1945 testamencie politycznym pozbawił Himmlera członkostwa NSDAP i pozbawił wszystkich stanowisk, za podjęcie próby nawiązania kontaktów z zachodnimi aliantami za pośrednictwem Czerwonego Krzyża, o czym dowiedział się wieczorem dzień wcześniej (28 kwietnia) z publicznego radia. Informację nadało w języku niemieckim radio BBC. Zdradzony przez „najwierniejszego z wiernych”, Hitler dodatkowo wydał rozkaz aresztowania byłego Reichsführera. Tego samego dnia nowym Reichsführerem został mianowany Karl Hanke. Zdrada Himmlera była ogromnym ciosem dla Hitlera i uzmysłowiła mu, że nastąpił już koniec. Himmler tymczasem bez powodzenia próbował dołączyć do nowego rządu z admirałem Karlem Dönitzem. 1 maja spotkał się w Plön z Dönitzem, któremu towarzyszyła ochrona złożona z marynarzy U-bootów. Himmler został zdymisjonowany, jednak nie było pewności, jak zachowa się SS. Himmler wciąż jeszcze trzymał w garści całą policję. Wciąż wierzył i łudził się, że stworzy nowy rząd i nową partię. Chciał stanowisko führera, następnie zastępcy, później szefa policji, w końcu chciał zadowolić się przynajmniej premierowaniem Szlezwikowi-Holsztynowi. Tymczasem był najbardziej poszukiwanym przez aliantów zbrodniarzem wojennym po Hitlerze. 6 maja 1945 zapadła decyzja o bezwarunkowej kapitulacji III Rzeszy i tego samego dnia Himmler został wykluczony z nowego rządu, jako osoba niegodna. Himmler zniknął, gdy zrozumiał, że był bezpośrednio zagrożony. Przez dwa tygodnie alianckie służby specjalne intensywnie poszukiwały go w okolicy, jednak bezskutecznie. Do wojsk okupacyjnych zostały rozesłane jego fotografie. Himmler uważał, że niebawem nastąpi konflikt pomiędzy Rosjanami a zachodnimi aliantami. Do tego nieodległego momentu, który szacował na dwa-trzy miesiące, zamierzał pozostawać w ukryciu. Na wieść o zdradzie Himmlera liczni SS-mani popełnili samobójstwa. Sam Himmler natomiast nie miał zamiaru umierać i stwierdził, że najlepszym wyjściem z sytuacji było wtopienie się w szeregi Wehrmachtu. Przebywał w Lubece i w okolicach Flensburga, następnie chciał prawdopodobnie przedostać się do Bawarii. Zamierzał czekać na moment, gdy zachodni alianci uznają, że potrzebują go do walki z bolszewizmem.

### Schwytanie i śmierć
8 maja 1945 Himmler z opaską na oku, bez wąsów, wyposażony w dokumenty na nazwisko Heinricha Hizingera, policjanta tajnej żandarmerii polowej (Geheime Feldpolizei) fizycznie do niego podobnego, wraz z czternastoma SS-mannami, w tym z osobistym lekarzem chirurgiem, wyruszył na południe Niemiec. Grupa ta miała przypominać zdemobilizowaną jednostkę żandarmerii polowej. Został zatrzymany przez Brytyjczyków 22 maja 1945 po tym, jak okazał dokumenty w punkcie kontrolnym w Meinstedt k. Bremervörde. Wedle relacji, gdyby tego nie uczynił, podobnie jak tłumnie zmierzająca ludność niemiecka, wówczas uznano by go tak jak innych za przesiedleńców, wędrujących po kapitulacji Niemiec. Himmler popełnił jednak błąd, postępując zgodnie ze swym biurokratyczno-policyjnym podejściem. Funkcjonariusze Geheime Feldpolizei, jako podlegającej od 1942 r. zbrodniczej Służbie Bezpieczeństwa SD, byli również ścigani przez aliancki wymiar sprawiedliwości. Po aresztowaniu był przetrzymywany przez Brytyjczyków również w Zeelos i w Westertimke k. Lüneburga, gdzie został zidentyfikowany. Himmler ujawnił się, być może licząc na ubicie jakiegoś politycznego interesu.

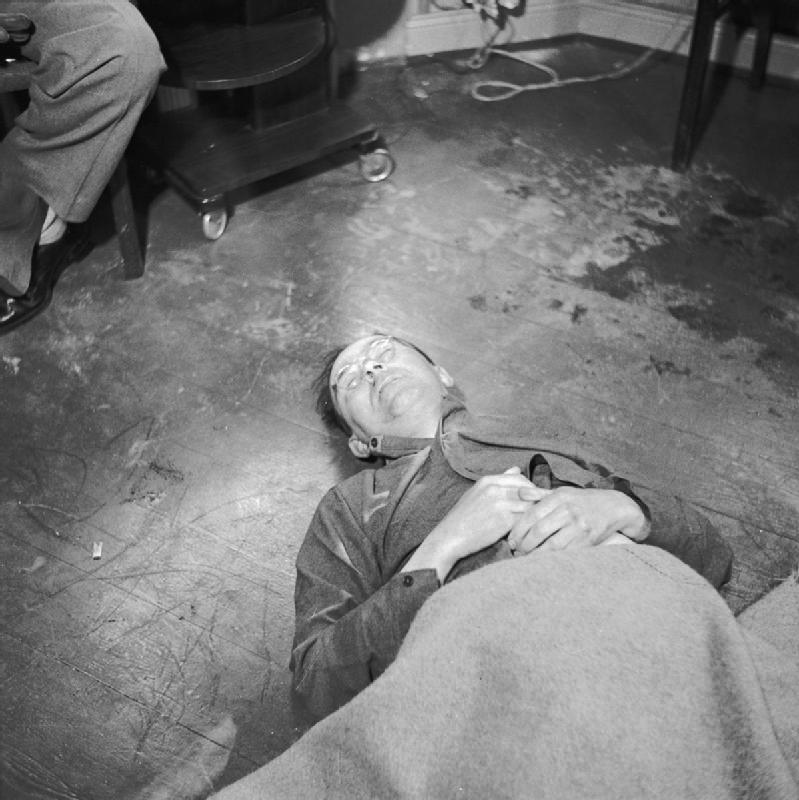
Ciało Himmlera, leżące na podłodze w kwaterze głównej 2 Armii Brytyjskiej po tym, jak zażył truciznę, 24 maja 1945

Według wersji oficjalnej popełnił samobójstwo poprzez połknięcie cyjanku potasu, w czasie próby przesłuchania 23 maja 1945. Jedną fiolkę z trucizną odnaleziono przy nim podczas rewizji osobistej, lecz nie przeszukano mu ust – następnie, kiedy przystąpiono do tego, Himmler przegryzł fiolkę z cyjankiem. Tuż przed śmiercią miał krzyknąć: „Ich bin Heinrich Himmler!” („Jestem Heinrich Himmler!”). Brytyjczycy sfilmowali i sfotografowali zwłoki, sporządzili maskę pośmiertną oraz wycięli część mózgu do badań laboratoryjnych. Dokumenty z sekcji zwłok zostały utajnione na okres 100 lat, do 2045 roku. Nie ma więc niepodważalnych dowodów na to, iż Himmler rzeczywiście popełnił samobójstwo i jakie były losy jego ciała. Jednakże badacze ustalili, iż marszałek Bernard Law Montgomery rozkazał pochować zwłoki Himmlera w potajemnym miejscu (najprawdopodobniej w lesie nieopodal Lüneburga), bez nagrobka. Żadnej z osób najbliższych Himmlerowi, w tym bratu Gebhardowi i kochance Jadwidze Potthast, którzy przybyli do Lüneburga, nie pokazano zwłok, chociaż się tego domagali.
Lekarz dokonujący sekcji zwłok domniemanego Himmlera, podpułkownik Browne, przyznał, że na twarzy nie było blizny, jaką autentyczny Himmler miał po ranie otrzymanej w pojedynku na szpady w 1921 roku. W raporcie kapitana M.C. Bonda, który dokonał oględzin ciała tuż po samobójstwie, nie ma też wzmianki o bliźnie, jaką Himmler miał na prawym ramieniu – był to ślad po ranie zadanej przez pocisk, który trafił go przypadkowo w czasie zamachu na Hitlera w Schorfheide 20 czerwca 1943 r.

## IV Rzesza
Pod koniec II wojny światowej – gdy było już wiadomo, że Niemcy przegrywają wojnę – Himmler widział wielką szansę dla siebie. Uważał, że Niemcy będą miały do odegrania ważną rolę w nowej Europie; będą zaporą dla Zachodu przeciwko bolszewizmowi. Chciał utworzyć IV Rzeszę z nowym rządem, na czele której sam by stanął. Uważał, że zachodnim aliantom będzie zależało na porozumieniu z nim i zakończeniu działań wojennych w zachodniej Europie. Wówczas Niemcy będą mogły skierować siły do walki z ZSRR. Śmierć Hitlera otwierała przed nim drogę do władzy. Himmler nie miał zamiaru ginąć, jednak alianci nie podjęli współpracy. Budowę nowej Rzeszy Himmler chciał finansować z majątku zrabowanego przez III Rzeszę. Uważał, że teraz zajmie miejsce führera i zachodni alianci dołączą do niego, by wspólnie walczyć ze Związkiem Radzieckim. Do końca wierzył, że Amerykanie w obawie przed państwem Stalina zgodzą się na zawarcie pokoju z Niemcami. Zrabowane bogactwa miały służyć odbudowie zniszczonego kraju. Wierzył w przyszłość, w której to on będzie kierował losami Niemiec. Planował założenie nowej Partii Jedności Narodowej (Nationale Sammlungspartei) i przygotowywał skład powojennego rządu. Był tak nieświadom rzeczywistości, że zastanawiał się, czy witając się z generałem Dwightem Eisenhowerem, powinien podać mu rękę.

## Życie prywatne

### Rodzina i małżeństwo

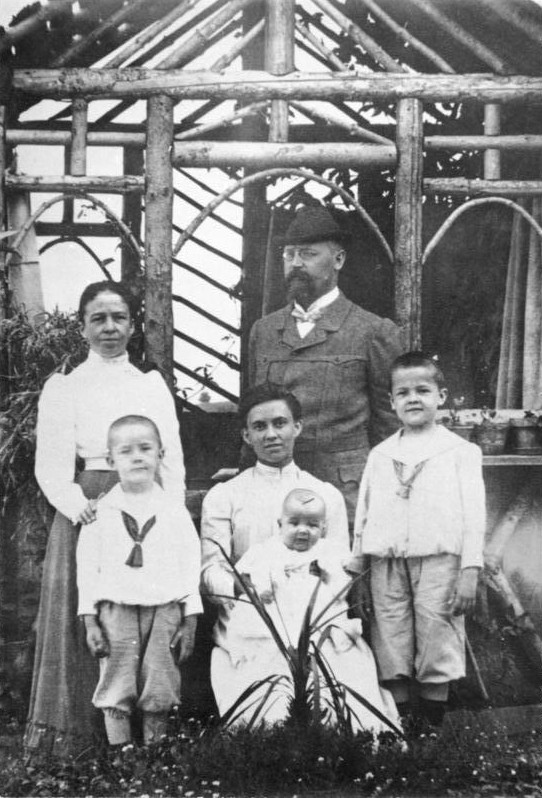
Himmler (pierwszy z lewej), jego rodzice (stoją) i obaj bracia, 1906

Dziadek Himmlera, Konrad Himmler, był komisarzem żandarmerii w Monachium. Rodzeństwo Himmlera stanowiło dwóch braci: starszy, Gebhard Ludwig (ur. 29 lipca 1898) i młodszy, Ernst Hermann (ur. 23 grudnia 1905, zm. w maju 1945). Himmler urodził się w Królestwie Bawarii, na pierwszym piętrze domu przy Hildegardstrasse 2 w Monachium. Ojcem chrzestnym Himmlera został książę Heinrich Wittelsbach, jedna z wielkich postaci bawarskiego królestwa. Dla każdego chrześniaka księcia oczywista była kariera oficerska. Latem 1902 r. rodzina przeprowadziła się do Passawy, gdzie Himmler senior został profesorem gimnazjum. Wiosną 1904 wrócili jednak do Monachium i zamieszkali przy Amalienstrasse 86. Himmler od dzieciństwa był chorowity i słabego zdrowia. Chciał wstąpić do marynarki wojennej, jednak nie przyjmowano do niej ludzi o słabym wzroku.

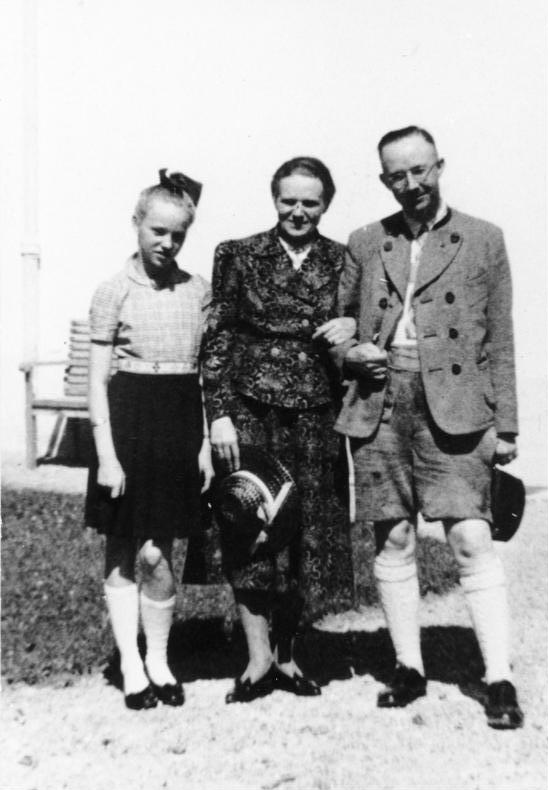
Himmler z żoną i córką Gudrun

Swoją przyszłą żonę, Margarete Siegroth (z domu Boden, urodzoną 9 września 1893 w Goncarzewie pod Bydgoszczą), poznał w grudniu 1926 w uzdrowiskowym Bad Reichenhall, gdzie przebywała jako kuracjuszka. Urodzona w 1893 (siedem lat starsza), była córką pruskiego junkra, wykwalifikowaną pielęgniarką, protestantką i rozwódką. Odpowiadała ideałowi kobiety Himmlera, była blondynką o niebieskich oczach. Dopiero z nią, w 1927 roku podjął pierwsze współżycie seksualne. Zawarli związek małżeński 3 lipca 1928, cywilny w Berlinie-Schönebergu, następnie kościelny w Zepernick koło Berlina, gdzie mieszkali rodzice Margi. Świadkami na ślubie byli jej brat i ojciec. Z rodziny Himmlera nikt nie był obecny, ponieważ jego konserwatywni rodzice nie zaakceptowali synowej. Zaraz po ślubie Marga wstąpiła do NSDAP. Razem mieli jedno dziecko, córkę – Gudrun Burwitz (ur. 8 sierpnia 1929), znaną jako „Püppi” (Laleczka). Za pieniądze uzyskane ze sprzedaży udziałów Margarete w berlińskiej klinice kupili niewielkie gospodarstwo rolne w Waldtrudering koło Monachium. Zamierzali prowadzić tam hodowlę kurczaków, jednak Himmler miał zbyt dużo obowiązków służbowych i pracą w gospodarstwie zajmowała się wyłącznie Marga. Zaraziła męża wiarą w ludowe metody leczenia i za jej radą zaczął uprawę ziół leczniczych. Poza tym oboje uwielbiali krzyżówki. Na początku 1933 sprzedali dom w Waldtrudering i w lutym przeprowadzili się do mieszkania przy Prinzregenstrasse w Monachium. Następnie sprzedali tę nieruchomość i w 1934 kupili dom w miejscowości Lindenfycht, który nazwali „Lindenfycht”. Himmler urządził w nim placówkę osobistego sztabu. Powiększyła się ich rodzina, ponieważ wzięli na wychowanie chłopca, Gerharda von der Ahé – syna zmarłego esesmana, który 19 lutego 1933 został zastrzelony w Berlinie podczas walk z komunistami. Gerhard był rok starszy od Gudrun. Himmler rzadko bywał w domu, jednak z córką utrzymywał bliską więź. Często rozmawiał z nią przez telefon oraz wysyłał do niej listy i swoje fotografie z dedykacjami. Na początku 1937 roku Himmler kupił dla rodziny willę zlokalizowaną w Dahlem, eleganckiej dzielnicy Berlina.
Margarete Himmler była bardzo dumna z pozycji męża i polecała, by tytułować ją Reichsführerką SS. Uchodziła w sposób nieoficjalny za najwyżej postawioną kobietę w obrębie SS. Od 1940 Himmler z żoną znajdowali się w separacji. Himmler nie chciał zgodzić się na rozwód i utrzymywał równolegle potajemny związek ze swoją dwanaście lat młodszą sekretarką, pochodzącą z Kolonii Jadwigą Potthast, zwaną przez niego „Häschen” (Zajączkiem), z którą miał syna Helge (ur. w lutym 1942) i córkę Nanette Dorotheę (ur. latem 1944). Twierdził, że Margarete nie była winna temu, że nie mogła dać mu więcej dzieci. Dwa domy oraz podwójne życie przysparzały mu często kłopotów finansowych i był zmuszony do zaciągania pożyczek. Najpierw umieścił swoją drugą rodzinę w dawnym domku myśliwskim w Brückenthin na Pojezierzu Meklemburskim (północne Niemcy). W sierpniu 1944 kupił dla drugiej rodziny dom „Schneewinkellehen” w pobliżu Schönau-Berchtesgaden. Jego żonę i córkę Gudrun alianci odnaleźli po II wojnie światowej w północnych Włoszech. Zostały aresztowane 13 maja 1945, a następnie przez półtora roku przebywały w różnych obozach dla internowanych. Później Gudrun została krawcową oraz poświęciła się pielęgnowaniu pamięci o ojcu i działała w organizacji Cicha Pomoc, zaangażowanej we wspieranie byłych nazistowskich funkcjonariuszy III Rzeszy. Jadwiga Potthast została we wrześniu 1946 przewieziona do Norymbergi, by złożyć zeznania w procesach zbrodniarzy wojennych. Twierdziła, że nie wiedziała co działo się w obozach koncentracyjnych. Zmarła w 1967 roku.
Sam Himmler nie był zadowolony z wyglądu swojej twarzy. Uważał, że jego szerokie kości policzkowe i okrągła twarz mogą przywodzić na myśl kogoś ze wschodu. Prywatnie uważano go za człowieka skromnego i twardo stąpającego po ziemi. Po służbie lubił spędzać wolny czas w swojej posiadłości w Alpach Bawarskich, w Gmundzie. Himmler, kreujący swój wizerunek człowieka mężnego, w rzeczywistości był człowiekiem słabym i niezdecydowanym, szukającym siły i natchnienia w magii oraz okultyzmie. Często nawiedzały go bardzo silne bóle brzucha (doprowadzające go niemal do omdlenia), które prawdopodobnie były wynikiem raka jelita grubego lub odbytnicy. Korzystał z pomocy fińskiego masażysty Felixa Kerstena, co przynosiło ulgę. Propaganda nazistowska usiłowała przedstawiać Himmlera jako przykład uczciwości, np. podając, że płacił rachunki za udostępnianie swoim rodzicom służbowego samochodu. Ojciec Himmlera zmarł 29 października 1936; matka 10 września 1941, Himmler wziął udział w jej katolickim pogrzebie.

### Wiara
We wczesnych latach życia był osobą pruderyjną i konserwatywną społecznie. Później Himmler uważał, że wszyscy mężczyźni, a w szczególności SS-mani, mają prawo do wielu związków. Po pewnym czasie przestał ukrywać to przekonanie; według niego była to kolejna droga do przedłużenia germańskiej rasy. Zdał sobie po prostu sprawę, że jego „czyści rasowo” SS-mani ruszyli na wojnę, gdzie giną, nie zapewniwszy odpowiedniej liczby potomków. Sam Himmler jednak nie chciał, żeby jego sprawy rodzinne były znane publicznie. Potajemnie wziął drugi ślub ze swoją prywatną sekretarką Jadwigą Potthast, z którą stali się parą w 1938 r. Szczególnie surowo oceniał homoseksualistów, uważając, że obrażają go osobiście. Według jego kryteriów homoseksualizm był zbrodnią, za którą należała się kara śmierci. Z rozkazu Himmlera homoseksualiści byli poddani prześladowaniom (→sytuacja homoseksualistów w III Rzeszy), ponieważ nie nadawali się do „wzmocnienia substancji narodu”. Jako Reichsführer-SS najchętniej zlikwidowałby w Niemczech konsumpcję piwa, ponieważ sam nie przepadał za tym napojem.
Himmler wierzył w mesmeryzm, magnetyzm, homeopatię, zbawienny wpływ naturalnej żywności na psychikę, najbardziej niewiarygodne teorie eugeniki, w znachorów, jasnowidzów, hipnotyzerów i czarowników, którymi otaczał się przez całe życie i nie podejmował decyzji bez wysłuchania ich opinii. Cechował się głęboko zakorzenioną zawziętością, graniczącą z absurdem i wygórowanym mniemaniem o sobie. Potajemnie Himmler zaangażował się w badania nad czarownicami. Uważał, że były one mądrymi Germankami, z zamysłem prześladowanymi przez Kościół katolicki, by zniszczyć germańską kulturę ludową. W oparciu o teorię, jakoby Jezus Chrystus nie był Żydem, lecz Aryjczykiem spłodzonym przez rzymskiego centuriona, przez pewien czas nawet usiłował pojednać się z Kościołem. Według Himmlera istniały trzy kategorie istot żywych: ludzie, zwierzęta i podludzie.
Interesował się historią wolnomularstwa. Do pałacu w Rogalinie trafił zgromadzony przez niego zbiór literatury na ten temat – ok. 125 tys. druków (wcześniej w zamku w Sławie koło Głogowa), będący jedną z największych na świecie kolekcji pism wolnomularskich.
Był fanatycznym ideologiem i bezgranicznie uwielbiał króla Henryka I Ptasznika – pogromcę Słowian z X wieku, którego przyjął za swego przewodnika i ideał. Himmler, choć pochodził z rodziny katolickiej, kultywował rasistowską teorię aryjskiej rasy panów i był zafascynowany ideami neopoganizmu. Fascynacją Himmlera była geneza rodu germańskiego. Jego ekipy badawcze systematycznie poszukiwały ziem, na których żyli Germanie. Kult teutoniczny miał posłużyć jako punkt wyjściowy dla nowego porządku świata. W połowie lat 30. wybrał zamek Wewelsburg (w Nadrenii Północnej-Westfalii) na sanktuarium religijne SS.
Był owładnięty obsesją na punkcie mitycznej przeszłości germańskiej, włącznie z poszukiwaniem Atlantydy i Świętego Graala oraz z mistycznymi spekulacjami na temat ożywienia starożytnej religii. Ostatecznie przerodził się w zażartego wroga Kościoła i sprawił, że tysiące duchownych znalazły się w obozach koncentracyjnych. Atakował kościoły chrześcijańskie, które uznawał za wrogów narodowego socjalizmu. Uważał, że chrześcijaństwo było zdegenerowaną ideologią, która niszczyła moralność narodu niemieckiego i całą rasę aryjską. Chciał zastąpić chrześcijaństwo nowym rodzajem mistycyzmu, opartym na pradawnych ezoterycznych niemieckich legendach i na religiach nordyckich związanych z runami, Thorem i Odynem. Szukał dowodów mistycznej przeszłości, miejsc związanych z legendami. Zlecał poszukiwania pamiątek po pradawnych germańskich kulturach, dowodów na potwierdzenie germańskiej tożsamości narodowej, zagubionej przed wiekami. Chciał potwierdzić autentyczność nowego kultu. Obwiniał dawnych chrześcijańskich władców, a zwłaszcza Karola Wielkiego o zniszczenie pradawnej germańskiej kultury.
Nienawidził Karola Wielkiego, ponieważ podbił on Germanów i narzucił im wiarę chrześcijańską, według Himmlera gwałcąc ich germańską duszę. Wierzył, że wiara chrześcijańska była wrogiem germańskiej rasy i kultury. Wierzył, że był wojownikiem walczącym w wojnie rasowej, broniącym III Rzeszy przed wrogami rasowymi, a najgorszymi wrogami byli Żydzi. Musiał doprowadzić tę walkę do końca, musiał być okrutny i bezwzględny. W jego mniemaniu główna konfrontacja odbywała się pomiędzy „narodem rasy nordyckiej” a bolszewizmem, a chrześcijaństwo – ze względu na swe żydowskie korzenie i swoje zasady moralne – miało charakter nieniemiecki. W światopoglądzie Himmlera Żydzi tak czy owak byli zamieszani we wszelkie knowania przeciwko niemieckiemu ludowi czy narodowi: „Mieliśmy moralne prawo, mieliśmy obowiązek wobec naszego narodu, aby wytępić naród, który chciał nas wymordować”.
Posiadał osobistego maga, Karla Marię Wiliguta, którego poznał w 1933 r. Himmler znalazł się pod silnym wpływem Wiliguta i czerpał od niego wiadomości o historii i tradycji germańskiej. Wiligut został usunięty z SS w sierpniu 1939, gdy ujawniono, że był chory umysłowo. Himmler uważał, że potrafi nawiązywać kontakty z wybitnymi zmarłymi ludźmi, twierdził że posiada siłę, by przywoływać i spotykać się z ich duchami. Lubił zadawać pytanie: „Co by zrobili nasi przodkowie w zaistniałej obecnie sytuacji?”. W przemówieniu wygłoszonym w 1936 roku z okazji tysięcznej rocznicy śmierci Henryka I przysiągł, że wypełni jego „nieukończoną misję” wydarcia wschodu Europy z rąk Słowian i skolonizowania go „krwią niemiecką”. Hitler raczej nie interesował się inscenizacjami Himmlera, a nawet często podśmiewał się z jego szarlatanerii, sekciarstwa, pseudogermańskiego pielęgnowania tradycji i romantyzmu historycznego.

### Ocena

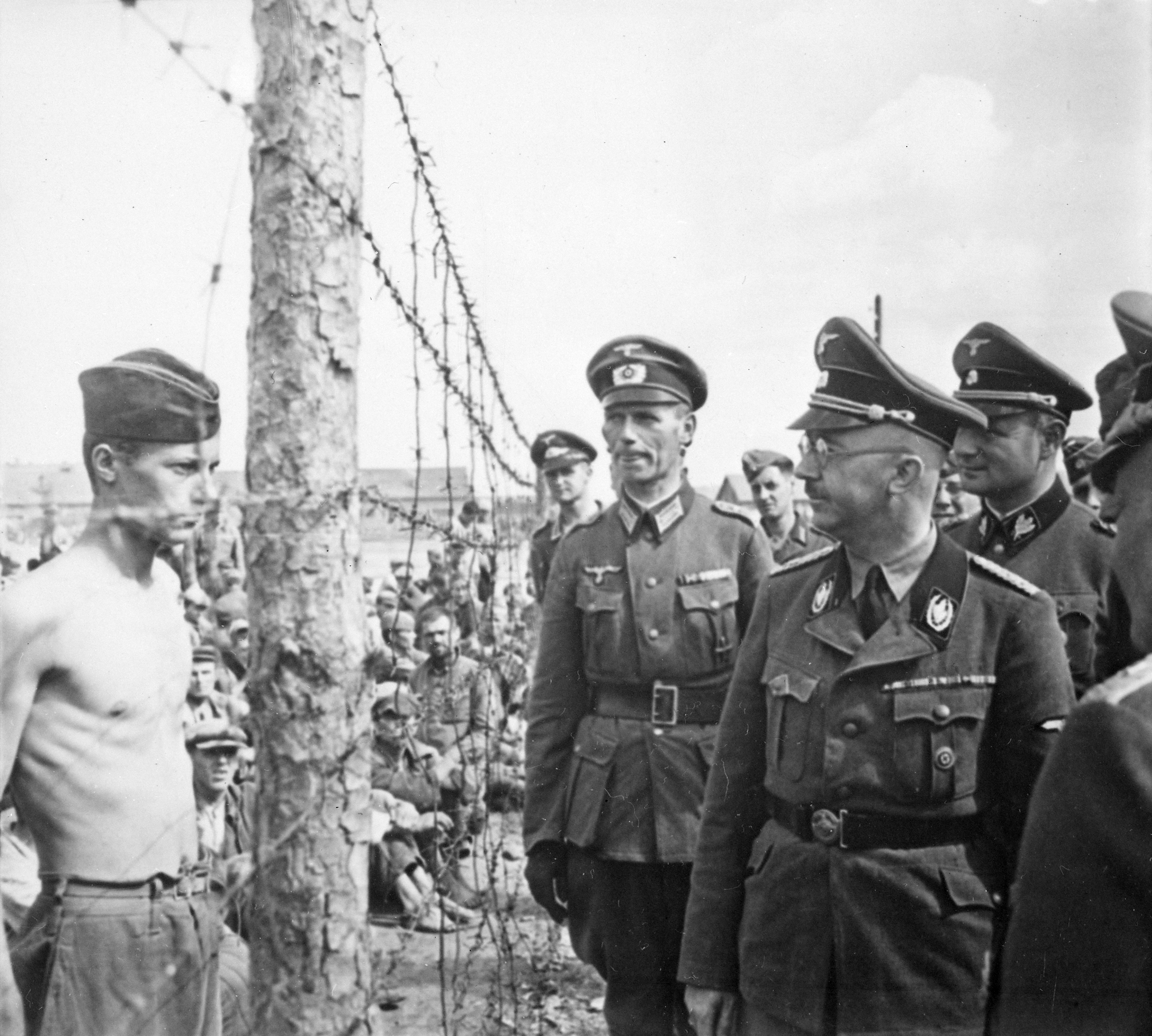
Himmler wizytujący obóz dla radzieckich jeńców wojennych w Rosji

Himmler był bezwzględny i nie znał litości w kwestiach służbowych. Bez wahania podpisywał wyroki śmierci. Wydał rozkaz rozstrzelania własnego bratanka służącego w SS, który pod wpływem alkoholu rzekomo wyjawił tajemnice służbowe. Był pedantem, prawie wszystko notował, był niezwykle inteligentny i niezwykle pracowity. Charakteryzował się wyjątkowym talentem organizacyjnym. Zaczynał dzień około ósmej rano, a kończył dopiero późną nocą, często około drugiej nad ranem. Pracował bez przerwy i wszędzie. Gdy podróżował, zawsze towarzyszył mu sekretarz, któremu dyktował listy. Dbał o znakomitą łączność radiową i cały czas utrzymywał kontakt z centralą Gestapo, skąd dostarczano mu każdy list przedstawiający jakąś wartość i wszystkie raporty. Podróżował często i często odbywał niespodziewane inspekcje, w których kontrolował działalność podległych mu jednostek. Wciąż był poza domem i zdawał się nie mieć życia prywatnego. Cały swój czas poświęcał SS i Gestapo. Jego styl pracy charakteryzował się mentalnością księgowego. To świadome i konsekwentne zwiększanie zakresu swej władzy, a nie siła przekonywania zapewniło mu uzyskanie posłuchu. Hitler szukał właśnie takich ludzi jak Himmler – bezgranicznie oddanych, jak najmniej samodzielnych oraz bardzo skutecznych w działaniu i wciągał ich na szczyty władzy. Swoistym pancerzem Himmlera, oddzielającym go od innych, były radykalizm i bezwzględność, częste demonstracje „wyjątkowo twardej postawy”. Himmler wykazywał się nieprawdopodobną wręcz efektywnością. Dla Hitlera liczyły się jedynie wyniki, a Himmler gwarantował osiąganie ich.
Wyglądał jak przeciętny urzędnik. Miał mizerny wygląd, słaby wzrok i był niewysoki. Inny nazistowski zbrodniarz Albert Forster wyraził się kiedyś o nim: „Gdybym wyglądał tak jak Himmler, nie powiedziałbym ani słowa o rasie”. Himmler budował swoją gwardię pretoriańską, z ludzi wyselekcjonowanych na podstawie rygorystycznych kryteriów rasowych. Planował, że po stu dwudziestu latach Niemcy znów staną się „czyści” rasowo. Po wybuchu II wojny światowej formacje, które mu podlegały były w większości odpowiedzialne za ludobójstwo Żydów i Słowian. Marzył o niemieckim państwie rolników. Wierzył, że przeznaczeniem Niemiec był wschód z rolniczymi osadami. Był bawarskim liderem Związku Artamantów (Artamanen-Gesellschaft) – stowarzyszenia wspólnot rolniczych, które propagowały ideologię „powrotu do korzeni” oraz propagowały niemieckie osadnictwo na wschodzie.
W opinii sekretarki Hitlera Traudl Junge: „Nie otaczała go aura masowego mordercy” [...] „Himmler sprawiał raczej wrażenie kogoś nieśmiałego niż pewnego siebie wojskowego, a już na pewno nie brutala. Miał styl bycia człowieka łagodnego, mieszczańskiego”. Jemu współcześni określali go jako „całkowicie niepokaźną osobowość”, syn Martina Bormanna: „W relacjach bezpośrednich był uprzejmy, zawsze zachowywał się przyjaźnie, miło”. Albert Speer opisywał go jako „na poły belfra, na poły postrzelonego durnia, a w sumie osobę niepozorną, która w trudny do wyjaśnienia sposób osiągnęła tak wysoką pozycję”. Ponadto miał: „Umiejętność przysłuchiwania się, właściwość długiego zastanawiania się przed podjęciem decyzji, talent do wyszukiwania ludzi zatrudnianych w sztabie, którzy potem okazywali się bardzo skuteczni w swojej pracy”. Inny nazista opisał go: „Himmler nie należał do ludzi w jakiś sposób ujmujących i frapujących”, a dodatkowo jego bzdurna i w zasadzie bezprzedmiotowa ciągła paplanina sprawiła, że nie mógł z nim wytrzymać w czasie podróży. W opinii niemieckiego generała: „Był to człowiek o spokojnych, pozbawionych patosu gestach. Człowiek bez nerwów”. Według pełnomocnika do spraw wyżywienia Wehrmachtu i SS: „Miał w sobie coś pedantycznie moralizatorskiego, był chłodny, odpychający, wyniosły. Nie cechowało go nic dobrego, a jedyną i najważniejszą uznawaną przez niego metodą wychowawczą była zawsze kara”. [...] „Ludzie wiwatowali nieraz na widok Hitlera, Göringa i wielu innych, nigdy jednak nie widziałem, aby wiwatowali na widok Himmlera”. Według generała Heinza Guderiana: „Ten niepozorny człowiek, z wszelkimi oznakami degeneracji fizycznej [dosłownie: niższości rasowej, przyp. tłumacza], w obejściu wydawał się przystępny i prosty. Zawsze starał się być uprzejmy. W przeciwieństwie do Göringa prowadził życie niemal spartańskie. Tym bujniejsza była za to jego fantazja. Żył nie na tej planecie.”.
W 2014 r. ukazała się biografia Himmlera autorstwa Petera Longericha zatytułowana „Himmler. Buchalter śmierci”, 960 ss. (Prószyński i S-ka, Warszawa).

## Odznaczenia (lista niepełna)

### Niemieckie
- Odznaki tytułu Alter Kämpfer:
  - Odznaka Honorowej Krokwi dla Starej Gwardii
  - Złota odznaka NSDAP
  - Order Krwi
- Medal Pamiątkowy 13 marca 1938
- Medal Pamiątkowy 1 października 1938
- Medal Pamiątkowy za Powrót Kłajpedy

### Zagraniczne
- Order Sabaudzki Wojskowy
- Order Świętych Maurycego i Łazarza
- Order Korony Włoch
- Order Krzyża Wolności
- Order Imperialny Czerwonych Strzał – Hiszpania (1939)